# جانگ سونگ-هو (جودوکار)
جانگ سونگ-هو (انگلیسی: Jang Sung-ho؛ زادهٔ ۱۲ ژانویهٔ ۱۹۷۸) جودوکار اهل کره جنوبی بود.
از افتخارات وی میتوان به کسب مدال نقره وزن ۱۰۰- کیلوگرم در بازی‌های المپیک تابستانی ۲۰۰۴ اشاره کرد.